# パオレ

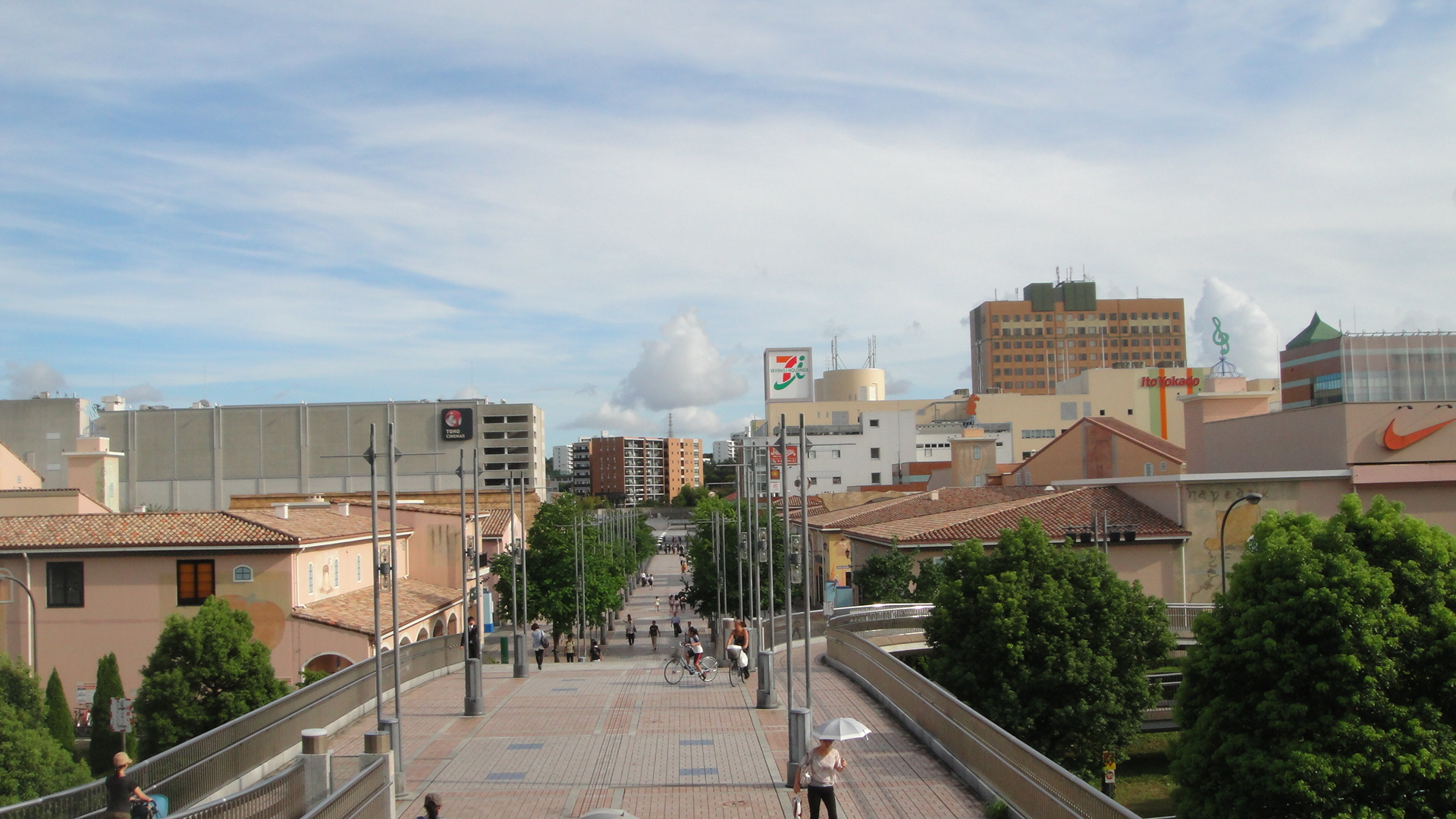
南大沢駅周辺の商業施設群。
手前の両側の建物が三井アウトレットパーク 多摩南大沢、TOHOシネマズの看板がある左側のビルがfab南大沢、イトーヨーカドーの看板がある右側のビルがガレリア・ユギ。そのさらに右端にパオレの屋根が見える。

パオレ (PAORE) は、東京都八王子市南大沢2丁目に所在する複合商業施設。多摩ニュータウン八王子地区の中心駅である京王相模原線南大沢駅前に立地し、南大沢駅前の商業施設群の一角をなす。
施設名「パオレ (PAORE) 」は、ビル設計時に目指した主な機能の、駐車場 (PArking) 、オフィス (Office) 、飲食 (Restaurant) 、教育 (Education) のイニシャルをつなげたものである。正式名称ではないが「パオレ南大沢」と呼ばれることもあり、テナントの中には「パオレ南大沢店」を名乗る店舗もある。

## 概要
1992年（平成4年）4月竣工。地上5階建ての低層棟と、地上10階建ての高層棟で構成される。低層棟と高層棟は4階および駐車場（1 - 3階）で接続している（5階では接続していない）。4階は南大沢駅からのペデストリアンデッキに繋がるとともに、駅前広場（バスロータリー）および多摩ニュータウンの市街地へ通り抜けられる通路となっている。建物が多摩丘陵の傾斜地に位置するため、駅前にあるエントランスは4階の低層棟側である。
低層棟・高層棟の1階から3階までは「第1駐車場」。なお「第2駐車場」はガレリア・ユギに併設される。
低層棟4階・5階には飲食店などが入居し、レストラン街として「味の散歩道」の愛称が付されている。
高層棟は主に、4階は業務系店舗、5階はクリニックモール、6階は学習塾。7階以上は当初はテンプル大学が入居していたが、現在はオフィスフロアとなっている。

## 運営会社

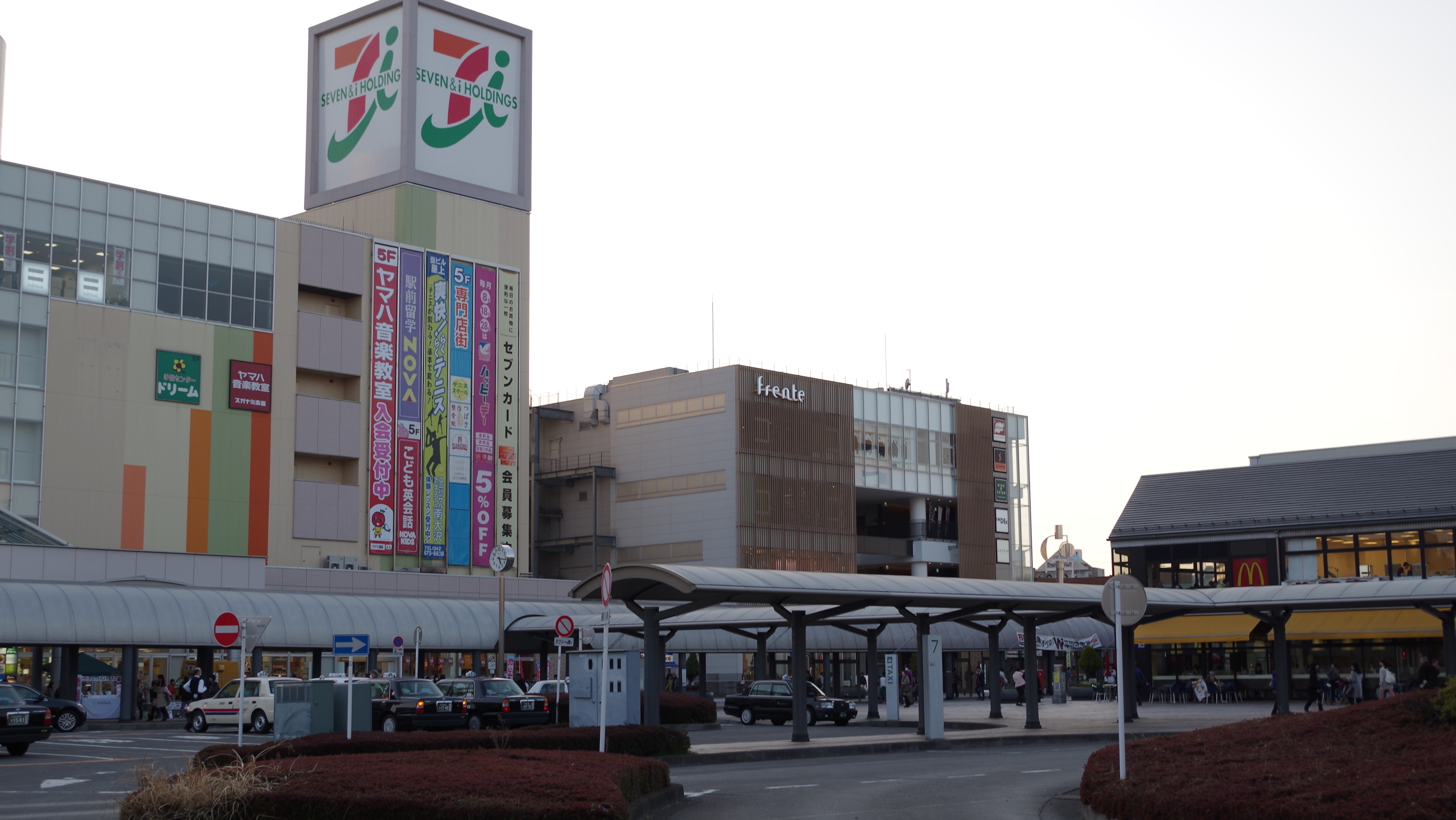
南大沢駅前ロータリーに面した商業施設。
左はガレリア・ユギ、中央はフレンテ南大沢新館（東京ミートレア）、右側のマクドナルドの看板がある低層の建物がプラザA。
パオレ、ガレリア・ユギ、プラザAの3施設は多摩ニュータウン開発センターが管理・運営する。

多摩ニュータウン南大沢地区の複合商業施設や駐車場の管理・運営を行う株式会社多摩ニュータウン開発センターが施設を保有し、管理運営を行う。同社はパオレのほか、同じく南大沢駅前に立地するガレリア・ユギ、プラザAも保有し、管理運営を行っている。同社の本社はパオレ7階にある。

## 主なテナント
現行店舗の詳細については、多摩ニュータウン開発センター公式サイト「パオレ」および「施設・店舗一覧」を参照。

### 1 - 3階
- 第1駐車場[1][3]

### 4階
- ファミリーマート パオレ南大沢店（4階エントランス前）- 2019年8月29日開店[6]。
- アイショップ（煙草屋、4階エントランス前）

低層棟
- モスバーガー パオレ南大沢店[7] - 2023年3月15日開店[8][9]。店舗面積が狭いため「メニュー縮小店舗」として営業[10]。
  - サブウェイ パオレ南大沢店（2012年8月9日開店[11]、2022年9月30日閉店[12]）の跡地に居抜き出店。
- レストラン・カフェ シャルル（イタリア料理）
- 南大沢ホルモン（焼肉）
- にっぽん一周（居酒屋）
- 炭焼おっけい（焼鳥）
- 南大沢ラーメン家（家系ラーメン）
- 串かつでんがな パオレ南大沢店（串カツ）
- れんげ食堂Toshu 南大沢店

高層棟
- ファッション美美（婦人衣料）
- ロイヤルハウジング（不動産仲介）
- ミネ薬局 南大沢店 - 八王子市館町に本社を置く有限会社ミネ薬局が運営する調剤薬局。ミネ医薬品が運営する同名の調剤薬局・ドラッグストアとは異なる[13]。
- わかば理容室
- 防災センター（AEDを設置）
- TOMAS（学習塾）
- 美容室 ヘアリゾートジャン
- 三菱UFJ銀行 ATMコーナー 南大沢パオレビル

### 5階
低層棟
- 株式会社ビッグタイム 南大沢駅前店事務所 - 多摩地域で店舗展開する日本マクドナルドのフランチャイジー[14]。
- カラオケBanBan 南大沢駅前店
- 上海整体院
- 歯科クリニック

高層棟
- クリニックモール

### 過去のテナント
- サブウェイ パオレ南大沢店[15][16] - レストラン街「味の散歩道」、低層棟4階エントランスそば。2012年8月9日開店[17]、これにより日本サブウェイの店舗は380店となった[17]。2022年9月30日をもって閉店[18]（ビーエーエス　(国立市の企業)#サブウェイも参照）。
- 居楽屋笑笑 - レストラン街「味の散歩道」。
- 焼肉酒家牛角 - レストラン街「味の散歩道」。
- カラオケJスタジオ - 跡地に「カラオケBanBan」が居抜き出店。
- テンプル大学 - 高層棟7階。

## 交通アクセス
- 京王相模原線南大沢駅駅前
- 路線バス「南大沢駅」下車（京王バス・神奈川中央交通）